# Distrito administrativo de Biel/Bienne
El distrito administrativo de Biel/Bienne (en alemán: Verwaltungskreis Biel, en francés Arrondissement administratif de Bienne) es uno de los 10 nuevos distritos administrativos del cantón de Berna, ubicado al noroeste del cantón en la nueva región administrativa del Seeland. Con una superficie de 98 km² es el más pequeño de los distritos berneses, aunque es el cuarto en población. 
La sede del distrito está situada en el castillo de Nidau. 

## Geografía
El distrito administrativo de Biel-Bienne es el único distrito oficialmente bilingüe del cantón de Berna. Está rodeado por oeste y norte con el distrito administrativo del Jura bernés, al este por el distrito de Lebern (SO), y al sur por el distrito administrativo del Seeland.
El distrito está compuesto con las comunas del antiguo distrito de Biel-Bienne, y algunas comunas de los distritos de Büren y Nidau. Además incluye una parte del lago de Bienne.

## Comunas
| Distrito administrativo de Biel/Bienne | Distrito administrativo de Biel/Bienne | Distrito administrativo de Biel/Bienne | Distrito administrativo de Biel/Bienne |
| Comuna                                 | Población (31.12.2014)                 | Superficie en km²                      |                                        |
| -------------------------------------- | -------------------------------------- | -------------------------------------- | -------------------------------------- |
| Aegerten                               | 1876                                   | 2,1                                    |                                        |
| Bellmund                               | 1598                                   | 3,8                                    |                                        |
| Biel/Bienne                            | 53 667                                 | 21,6                                   |                                        |
| Brügg                                  | 4230                                   | 5,0                                    |                                        |
| Ipsach                                 | 4015                                   | 1,9                                    |                                        |
| Lengnau bei Biel                       | 4848                                   | 7,3                                    |                                        |
| Evilard                                | 2519                                   | 3,7                                    |                                        |
| Ligerz                                 | 542                                    | 1,8                                    |                                        |
| Meinisberg                             | 1342                                   | 4,4                                    |                                        |
| Mörigen                                | 846                                    | 2,2                                    |                                        |
| Nidau                                  | 6894                                   | 1,5                                    |                                        |
| Orpund                                 | 2639                                   | 4,0                                    |                                        |
| Pieterlen                              | 3971                                   | 8,3                                    |                                        |
| Port                                   | 3379                                   | 2,5                                    |                                        |
| Safnern                                | 1911                                   | 5,6                                    |                                        |
| Scheuren                               | 468                                    | 2,1                                    |                                        |
| Schwadernau                            | 654                                    | 4,1                                    |                                        |
| Sutz-Lattrigen                         | 1410                                   | 3,6                                    |                                        |
| Twann-Tüscherz                         | 1119                                   | 12,4                                   |                                        |
| Total (19)                             | 97 928                                 | 97,9                                   |                                        |